# Frist Campus Center

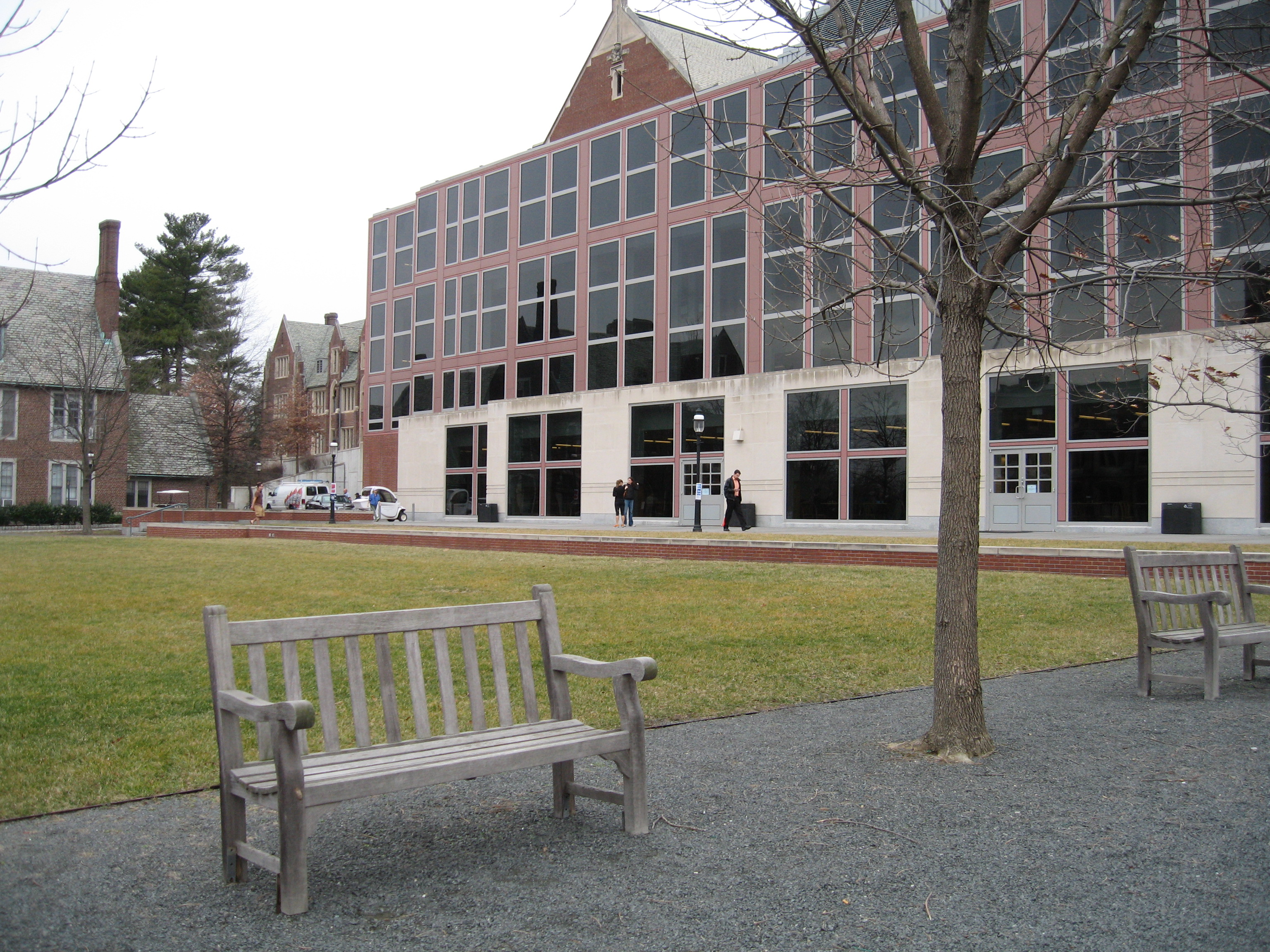
Il Frist Campus Center

Il Frist Campus Center è un punto focale della vita sociale presso l'Università di Princeton.

## Struttura
Il centro del campus è un'unione fra il Palmer, l'ex laboratorio di fisica, e un'aggiunta recente completata nel 2001. È stato finanziato con il denaro che la famiglia Frist (della quale un membro è Bill Frist, ex Leader di partito al Senato degli Stati Uniti) ha ricavato dal business ospedaliero.

## Il progetto
Disegnato da Venturi, Scott Brown & Soci, vanta la firma dei famosi architetti Robert Venturi (un alunno dell'Università) e Denise Scott Brown, la costruzione consiste in una moderna espansione della preesistente Aula del Collegio gotico di Palmer. La nuova struttura si trova nel cortile della precedente struttura a forma di "C", estendendosi per il lato aperto e creando in tal modo un'altra facciata, a est.

## Notorietà
La stanza 302 è un'aula didattica riportata alle condizioni di quando Einstein vi insegnava.
L'edificio è inoltre stato utilizzato per le riprese esterne del fittizio ospedale universitario Princeton-Plainsboro Teaching Hospital in cui hanno luogo le vicende della serie televisiva statunitense Dr. House - Medical Division; è conosciuto anche perché ospita grandi folle, che si raccolgono per vedere eventi sportivi sul canale ESPN o altri canali simili, orientati verso programmi sportivi.